# Brusque FC
Brusque FC is een Braziliaanse voetbalclub uit Brusque.

## Geschiedenis
De club werd opgericht in 1987 door een fusie tussen Carlos Renaux en Paysandu. De eerste wedstrijd werd op 24 januari 1988 gespeeld en werd met 3-1 gewonnen van Hercílio Luz. De club mocht in het eerste seizoen al meteen aantreden in de nationale Série C, waar ze de tweede groepsfase bereikten. In 1989 mocht de club zelfs aantreden in de Série B, waar de club in de eerste ronde uitgeschakeld werd door een slechter doelsaldo dan Juventude. Sinds de jaren zeventig werdde staatscompetitie gedomineerd door de vijf grootste clubs van de staat. In 1992 kon Brusque als enige club deze hegemonie doorbreken door staatskampioen te worden door in de finale Avaí te verslaan. De goede notering in de staatscompetitie leverde geen plaats meer op in de nationale reeksen, maar wel voor de Copa do Brasil 1993, waar de club werd uitgeschakeld in de eerste ronde door União Bandeirante. Het volgende seizoen degradeerden zowel Brusque als Avaí uit de hoogste klasse. Na één seizoen keerde de club terug, maar in 1996 volgde een nieuwe degradatie. Ook nu kon de club de afwezigheid tot één seizoen beperken.
In 2001 degradeerde de club opnieuw. Na een middelmatig seizoen in de tweede klasse nam de club in 2003 zelfs niet deel aan de competitie. In 2004 begon de club opnieuw in de derde klasse en werd vicekampioen achter Juventus. In 2006 speelde de club opnieuw in de hoogste klasse. Doordat de club in 2008 de Copa Santa Catarina won mochten ze in 2009 deelnemen aan de Série D, waar ze in de eerste ronde uitgeschakeld werden. Doordat de club in 2010 ook opnieuw de staatsbeker gewonnen had namen ze ook deel aan de Copa do Brasil 2011, waar ze meteen uitgeschakeld werden door Atlético Goianiense. Door een zesde plaats in de competitie en omdat de vijf hoger geplaatste clubs reeds in de nationale reeksen speelden mocht de club opnieuw naar de Série D, maar werd ook nu meteen uitgeschakeld.
In 2012 volgende een nieuwe degradatie, de volgende jaren promoveerde en degradeerde de club twee keer. Bij de terugkeer in 2016 werd de club zelfs derde en mocht daardoor in de Série D aantreden, waar de club voor het eerst de tweede ronde bereikte, maar dan uitgeschakeld werd door São Bento. Door een competitiewijziging mocht de club in 2017 opnieuw in de Série D aantreden op basis van het resultaat in 2016 en bereikte ook nu de tweede ronde, waar EC São José te sterk was. De club mocht ook aantreden in de Copa do Brasil 2017 en versloeg daar Remo, maar botste in de tweede ronde al op het grote Corinthians, dat evenwel pas na de penaltyreeks naar de volgende ronde mocht.
In 2019 werd de club kampioen van de Série D nadat ze Manaus versloegen in de finale na de penaltyreeks. In 2020 werd de club vicekampioen van de staatscompetitie en kon later dat jaar ook promotie afdwingen naar de Série B. In 2022 werd de club dertig jaar na de eerste titel opnieuw staatskampioen. In 2024 degradeerde de club uit de Série B.

## Erelijst
Campeonato Brasileiro Série D
2019
Campeonato Catarinense
1992, 2022
Copa Santa Catarina
1992, 2008, 2010, 2018
Recopa Catarinense (1)
2020
ABC · 
Anápolis · 
Botafogo-PB · 
Brusque ·
Caxias · 
Confiança ·
CSA · 
Figueirense · 
Floresta · 
Guarani · 
Itabaiana · 
Ituano ·
Londrina · 
Maringá · 
Náutico · 
Ponte Preta · 
Retrô · 
São Bernardo · 
Tombense · 
Ypiranga de Erechim